# HoReCa
HoReCa, тж. HORECA, horeca (абр. від англ. hotel, restaurant, cafe — готель, ресторан, кафе) — поняття, що використовується операторами й учасниками ринків громадського харчування та готельного господарства на позначення т.зв. індустрії гостинності.

## Аспекти
Поняття активно використовують ресторатори, готельєри, шеф-кухарі, постачальники та виробники спеціального/спеціалізованого обладнання, продуктів харчування та послуг для готелів, ресторанів, барів, кафе, кейтерингу, а також інші суб'єкти господарювання як ознаку своєї приналежності до індустрії гостинності.
Поняття пов'язане також із продажами: власне маркетологи й інші фахівці цим скороченням позначають особливий канал збуту — т.зв. on-trade (відмінний від роздрібного off-trade) — адже, придбавши товар, споживач відразу вживає його (тобто безпосередньо на місці продажу).
Поширеною є думка, що останні дві букви (Ca) відповідають «Café»; однак особливості барів/кафе, як питних закладів / каналів збуту / підвидів індустрії гостинності, покриває термін «ресторан», тому раціональніше розуміти під ними саме кейтеринг; відмінність між кафе і рестораном є меншою, ніж між кейтерингом і рестораном.

## Аналоги
- «ГРБ» (готельно-ресторанний бізнес).
- «КаБаРе» (кафе, бари, ресторани).